# Petra Dičak
Petra Dičak (* 11. August 1995 in Dubrovnik) ist eine kroatische Handballspielerin. Sie ist kroatische Nationalspielerin im Beachhandball.
Dičak hat einen Bachelor- (2017) und einen Masterabschluss (2020) in Chemie von der Universität Zagreb, wo sie das Fach von 2014 bis 2020 studierte.

## Hallenhandball
Dičak begann 2006 im Alter von elf Jahren nach sechs Jahren Tennis mit dem Handball und 2012 ihre Karriere im Leistungssport beim ŽRK Dubrovnik. 2014 wechselte die rechte Rückraumspielerin zum Erstligisten ŽRK Trešnjevka Zagreb. 2017 erreichte sie mit dem Verein das kroatische Pokalfinale. 2017/18 war sie mit 174 Treffern drittbeste Torschützin der Liga. 2018 wechselte Dičak innerhalb der höchsten Liga zu RK Sesvete Agroproteinka, wo sie 2019 erneut das Pokalfinale erreichte, 2020 nach Portugal zum Spitzenclub Madeira Andebol SAD. In ihrer ersten Saison in Portugal gewann Dičak sowohl den Meistertitel als auch den Pokal.

## Beachhandball
Im Beachhandball tritt Dičak wie ein Großteil der kroatischen Nationalmannschaft für MHC Dubrava an. 2019 gewann sie mit dem Team den Titel bei den kroatischen Meisterschaften. 2019 wurden zudem die Zagreb Open wie auch der Jarun Cup und das Turnier in Moskau gewonnen. Beim EHF Beach Handball Champions Cup 2019 wurde sie Siebte.

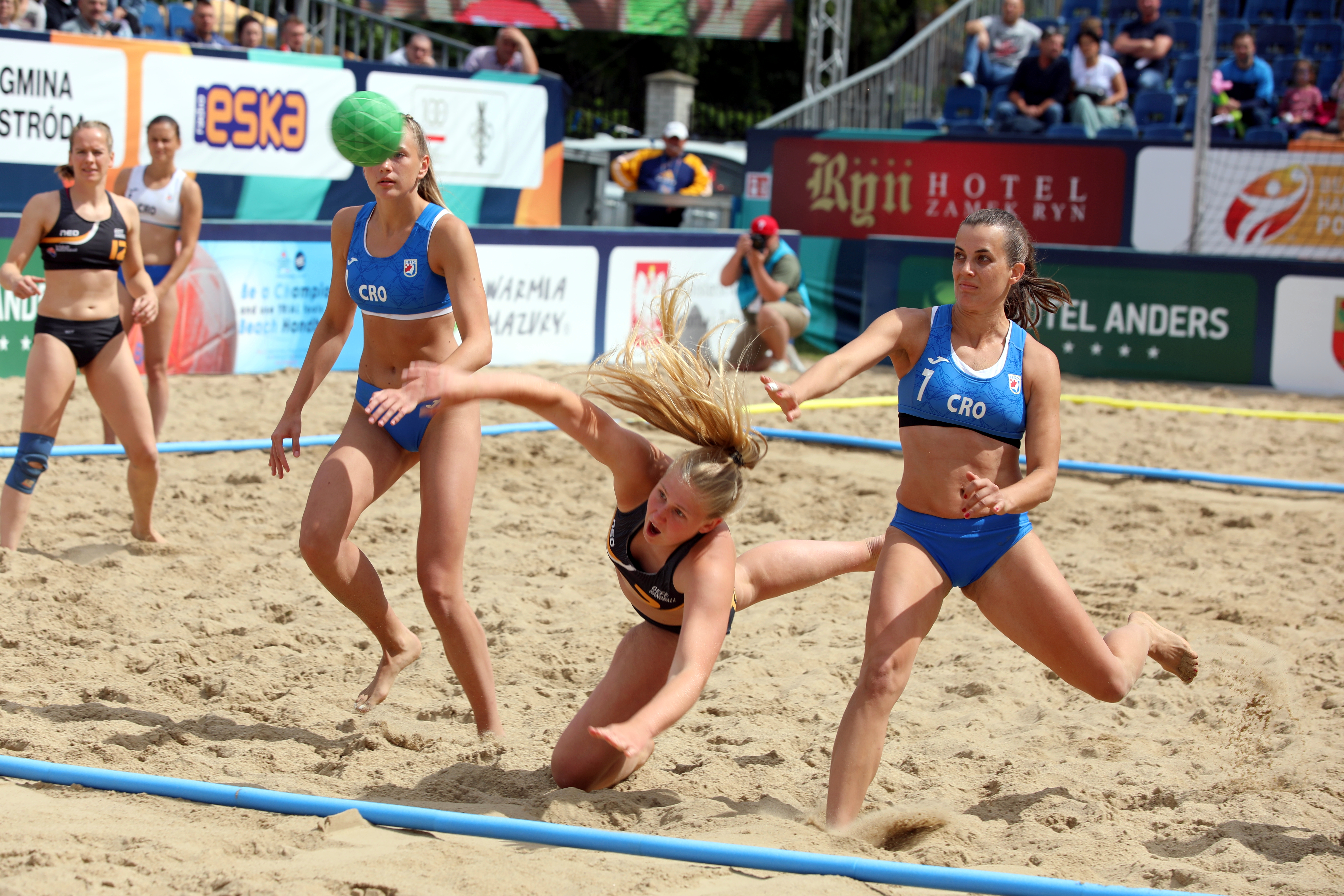
Dičak (rechts) und Ana Anđelić (links) versuchen Amber van der Meij im Spiel um die Bronzemedaille bei der EM 2019 bei einem ihrer seltenen Torwürfe zu behindern

2019 nahm Dičak in Stare Jabłonki, Polen auch das erste Mal an einer Beachhandball-Europameisterschaft teil. In einer ausgeglichenen Vorrundengruppe A traf Kroatien auf die Mitfavoritinnen Niederlande und Norwegen sowie auf die Außenseiterinnen aus der Türkei und Rumänien. Nach einer Niederlage zum Auftakt gegen Norwegen, folgte ein Sieg im Shootout gegen die Niederlande, ein Sieg gegen Rumänien und die Türkei. Als Drittplatzierte der Vorrunde zog man in die Hauptrunde ein. Hier wurden nacheinander Ungarn, Portugal und die gastgebenden Polinnen bezwungen. Als Erste der Hauptrunde zogen die Kroatinnen in das Viertelfinale gegen die Ukraine ein, die knapp in zwei Engen Sätzen bezwungen wurde. Damit zogen die Kroatinnen in das Halbfinale ein, wo sie erneut auf die Gegnerinnen aus der Vorrunde, die Norwegerinnen trafen. Gegen die Nordeuropäerinnen verloren die Kroatinnen des Spiels in zwei Durchgängen. Auch das Spiel um den dritten Platz wurde gegen die Niederlande verloren. Dennoch bedeutete der vierte Rang eine deutliche Verbesserung zu den drei vorherigen Turnieren. Dičak traf, in allen zehn Spielen eingesetzt, zu 54 Punkten und erhielt drei Zeitstrafen.

## Einzelbelege
1. ↑  Linkedin-Profil (englisch)
2. ↑  [CROSPORT U UMAGU] Lokomotiva protiv Podravke za trofej Kupa: Napravit ćemo sve da utakmica bude dostojna finala! In: Crosport. Abgerufen am 13. August 2021.
3. ↑  7 Metros • Petra Dicak reforça Madeira SAD Andebol. Abgerufen am 13. August 2021 (europäisches Portugiesisch).
4. ↑  Dubrovački – PETRA DIČAK, DIPLOMIRANI DESNI VANJSKI Dubrovkinja rukometnu karijeru nastavlja na otoku Cristiana Ronalda! 7. September 2020, abgerufen am 13. August 2021 (kroatisch).
5. ↑  RUKOMETAŠICA PETRA DIČAK Spoznala sam koliko vrijedim i koliko vrijedi hrvatski rukomet. In: DuList. 18. Juli 2021, abgerufen am 13. August 2021 (kroatisch).
6. ↑  Detono Zagreb obranio naslov, pjeskašice Toyota MHC Dubrave nove prvakinje Hrvatske: Sad nas očekuje Europsko prvenstvo… | Crosport. Abgerufen am 25. Dezember 2020.
7. ↑  Zagrebački Detonatori zlatni u Moskvi, pjeskašice Dubrave uzele srebro | Crosport. Abgerufen am 13. August 2021.
8. ↑  European Handball Federation – 2019 Women’s Beach Handball Champions Cup / Final Tournament. Abgerufen am 13. August 2021 (englisch).
9. ↑  European Handball Federation – 2019 Women’s ECh Beach Handball / Match Details. Abgerufen am 19. Juni 2020 (englisch).
10. ↑  European Handball Federation – 2019 Women’s ECh Beach Handball / Match Details. Abgerufen am 19. Juni 2020 (englisch).
11. ↑  European Handball Federation – 2019 Women’s ECh Beach Handball / Match Details. Abgerufen am 19. Juni 2020 (englisch).
12. ↑  European Handball Federation – 2019 Women’s ECh Beach Handball / Match Details. Abgerufen am 19. Juni 2020 (englisch).
13. ↑  European Handball Federation – 2019 Women’s ECh Beach Handball / Match Details. Abgerufen am 19. Juni 2020 (englisch).
14. ↑  European Handball Federation – 2019 Women’s ECh Beach Handball / Match Details. Abgerufen am 19. Juni 2020 (englisch).
15. ↑  European Handball Federation – 2019 Women’s ECh Beach Handball / Match Details. Abgerufen am 19. Juni 2020 (englisch).
16. ↑  UltraSports: Denmark have two shots at gold at Beach Handball EURO 2019 | UltraSports.TV. Archiviert vom Original am 21. Juni 2020; abgerufen am 19. Juni 2020 (amerikanisches Englisch).
17. ↑  European Handball Federation – 2019 Women’s ECh Beach Handball / Match Details. Abgerufen am 19. Juni 2020 (englisch).

| Personendaten    | Personendaten                                   |
| ---------------- | ----------------------------------------------- |
| NAME             | Dičak, Petra                                    |
| ALTERNATIVNAMEN  | Dicak, Petra                                    |
| KURZBESCHREIBUNG | kroatische Handball- und Beachhandballspielerin |
| GEBURTSDATUM     | 11. August 1995                                 |
| GEBURTSORT       | Dubrovnik                                       |